# 意識の統合情報理論
意識の統合情報理論（いしきのとうごうじょうほうりろん、integrated information theory）またはIITとは、精神科医・神経科学者であるジュリオ・トノーニによって提唱された、意識やクオリアの原理を説明し計測する理論である。

## 概要
この理論によれば、意識には、情報の多様性・情報の統合という二つの基本的特性があり、ある物理系が意識を持つためには、ネットワーク内部で多様な情報が統合されている必要があるとされる。ネットワーク内部で統合された情報の量は「統合情報量」として定量化され、その量は意識の量に対応しているとされる。

## 反応

### 批判
2023年に124人の科学者と哲学者が連名でPsyArXivに書簡を発表し、統合情報理論は汎心論であり経験的に検証可能になるまで疑似科学と呼ばれるべきだと主張した。